# Herb gminy Lniano
Herb gminy Lniano – jeden z symboli gminy Lniano, ustanowiony 27 września 2012

## Wygląd i symbolika
Herb przedstawia na tarczy koloru błękitnego srebrną chustę (godło z herbu Nałęcz), a pod nią dwie skrzyżowane srebrne lilie ze złotymi liśćmi i łodygami.